# Municipio Montecristo de Guerrero
Koordinaten: 15° 42′ N, 92° 36′ W
Montecristo de Guerrero ist ein Municipio im Süden des mexikanischen Bundesstaats Chiapas. Das Municipio hat 6900 Einwohner und ist etwa 199 km² groß. Größter Ort und Verwaltungssitz ist das gleichnamige Montecristo de Guerrero.
Ein Teil des Biosphärenreservats El Triunfo liegt auf dem Gebiet des Municipios.

## Geographie
Das Municipio Montecristo de Guerrero liegt im Süden des mexikanischen Bundesstaats Chiapas auf Höhen zwischen 800 m und 2800 m. Es zählt zur Gänze zur physiographischen Provinz der Cordillera Centroamericana und liegt gänzlich in der hydrologischen Region Grijalva-Usumacinta. Die Geologie des Municipios wird zu 43 % von Kalkstein-Sandstein bestimmt bei 22 % Granit, 21 % schluffigem Sandstein und 12 % Tuff; vorherrschende Bodentypen sind Leptosol (51 %), Cambisol (23 %) und Luvisol (14 %). Etwa 88 % der Gemeindefläche sind bewaldet, 10 % dienen dem Ackerbau.
Das Municipio Montecristo de Guerrero grenzt an die Gemeinden Mapastepec und Ángel Albino Corzo.

## Bevölkerung
Beim Zensus 2010 wurden im Municipio 6900 Menschen in 1340 Wohneinheiten gezählt. Davon wurden 79 Personen als Sprecher einer indigenen Sprache registriert. Etwa 21 Prozent der Bevölkerung waren Analphabeten. 1996 Einwohner wurden als Erwerbspersonen registriert, wovon 93 % Männer bzw. 1 % arbeitslos waren. Knapp 43 % der Bevölkerung lebten in extremer Armut.

## Orte
Das Municipio Montecristo de Guerrero umfasst 48 bewohnte localidades, von denen nur der Hauptort vom INEGI als urban klassifiziert ist. Zwei Orte wiesen beim Zensus 2010 eine Einwohnerzahl von über 1000 auf, 35 Orte hatten weniger als 100 Einwohner. Die größten Orte sind:
| Ort                        | Einwohner |
| Montecristo de Guerrero    | 2546      |
| Laguna del Cofre           | 1055      |
| San Nicolás Plan de Ayutla | 0761      |